# Ахратан
Ахратан (Ахаритен) — царь Куша (Нубия) в 350—335 годы до н. э.

## Биография
Ахратан известен своей чёрной гранитной статуей (Бостонский Музей изящных искусств, № 23.735), которая находилась в храме Амуна у горы Джебель-Баркал (Напата). Статуя найдена без головы и без ступней. Его имя также написано на блоке из пирамиды № 14 (Нури). Эта пирамида (считается его захоронением) имеет значительную величину, что свидетельствует о продолжительном времени его правления.
Ахратан, возможно, был сыном Горсиотефа и братом Настасена.
После Ахратана в Куше, вероятно, правил Настасен, но некоторые ученые предполагают, что царь по имени Аманибахи управлял страной между Акратеном и Настасеном.